# The Phantom (film, 1943)
Pour les articles homonymes, voir Phantom.
Pour plus de détails, voir Fiche technique et Distribution.
The Phantom est un serial américain en quinze chapitres réalisé par B. Reeves Eason, sorti en 1943. Produit par Rudolph C. Flothow pour la Columbia Pictures, il est l'adaptation du comic strip Le Fantôme de Lee Falk avec Tom Tyler dans le rôle principal. Le serial présente également Jeanne Bates dans le rôle de Diana Palmer, la petite-amie du Fantôme et Ace the Wonder Dog, le berger allemand jouant Diable, le partenaire du Fantôme (qui est un loup dans le comic strip).

## Synopsis
Le Professeur Davidson organise une expédition pour découvrir la Cité Perdue de Zoloz. L'emplacement exact de la cité est fourni par sept pièces en ivoire, dont trois sont déjà en possession de Davidson. Cependant le Docteur Bremmer a l'intention de retrouver la cité perdue et de l'utiliser comme base aérienne secrète pour son propre pays. Pour supprimer un obstacle, il tue Le Fantôme. Mais son fils Geoffrey Prescott, récemment revenu, reprend le masque et son héritage familial.

## Fiche technique
- Titre original : The Phantom
- Réalisation : B. Reeves Eason
- Assistant réalisateur : Richard Monroe
- Scénario : Morgan Cox, Victor McLeod, Sherman L. Lowe, Leslie Swabacker, d'après le comic strip de Lee Falk
- Direction artistique : George Van Marter
- Photographie : James S. Brown Jr.
- Montage : Henry Adams, Dwight Caldwell
- Musique : Lee Zahler
- Production : Rudolph C. Flothow
- Société(s) de production : Columbia Pictures
- Société(s) de distribution : Columbia Pictures
- Pays d’origine :  États-Unis
- Langue originale : anglais
- Format : noir et blanc — 35 mm — 1,37:1 — son Mono
- Genre : action, aventure
- Durée : 299 minutes
- Dates de sortie :
  - États-Unis : 24 décembre 1943

## Distribution
- Tom Tyler : Godfrey Prescott / Le Fantôme
- Jeanne Bates : Diana Palmer
- Ernie Adams : Rusty Fenton
- John Bagni : Moku
- Robert Barron : King
- Early Cantrell : Ruby Dawn alias The Fire Princess
- Anthony Caruso : Comte Silento
- George Chesebro : Marsden
- Edmund Cobb : Grogan
- Iron Eyes Cody : un indigène
- Ray Corrigan : Brutus le Gorille
- Wade Crosby : Long
- Angelo Cruz : Chef Zarka
- Dick Curtis : chef Tartar
- Joe Devlin : Singapore Smith
- Al Ferguson : gangster
- Sam Flint : père du Fantôme
- Sol Gorss : Andy Kriss
- Alex Havier : le garçon de maison de Smith
- Al Hill : Collins
- Reed Howes : garde Tartar
- John Indrisano : Perry
- I. Stanford Jolley : Watson
- Guy Kingsford : Byron Anderson
- Pierce Lyden : Paul
- Kenneth MacDonald : Docteur Max Bremmer
- Knox Manning : le narrateur (voix)
- Paul Marion : Rocco
- John Maxwell : Larkin
- Kermit Maynard : Drake
- Lal Chand Mehra : Suba
- Ernesto Molinari : le clerc d'hôtel
- Paul Newlan : Cates
- Pat O'Malley : Joe Miller
- Eddie Parker : Scott
- Stanley Price : Chef Chota
- Frank Shannon : Professeur Davidson
- Jay Silverheels : guerrier Astari
- Anthony Warde : Karak
- Dan White : Braddock
- Ace the Wonder Dog : Diable

## Production
Comme la plupart des serials, The Phantom avait un petit budget. La plupart du serial a été filmé dans les collines de Hollywood qui représente la jungle africaine. Pour le serial, le vrai nom du Fantôme est Geoffrey Prescott. Dans le comic strip, son vrai nom n'était pas encore dévoilé. Son vrai nom fut finalement Kit Walker dans le comic.

## Chapitres
1. Premier chapitre de The Phantom : The Sign of the Skull, 1943 [anglais].The Sign of the Skull
2. The Man Who Never Dies
3. A Traitor's Code
4. The Seat of Judgment
5. The Ghost Who Walks
6. Jungle Whispers
7. The Mystery Well
8. In Quest of the Keys
9. The Fire Princess
10. The Chamber of Death
11. The Emerald Key
12. The Fangs of the Beast
13. The Road to Zoloz
14. The Lost City
15. Peace in the Jungle

Source :

## Suite avortée
En 1955, Columbia Pictures commence à tourner une suite à The Phantom avec John Hart dans le rôle principal (Tom Tyler étant mort en 1954). Le serial était déjà en production quand le producteur Sam Katzman découvre que les droits du personnage détenu par la Columbia ont expiré. Les négociations avec King Features pour les renouveler ayant échoué, Katzman transforme alors Return of the Phantom en The Adventures of Captain Africa (en). Malgré les problèmes juridiques, The Adventures of Captain Africa utilise une quantité considérable de stock-shot du serial originel du Phantom, incluant des passages de Tyler dans son costume du Fantôme.